# マイアミ・シャークス
マイアミ・シャークス(Miami Sharks)は、アメリカ合衆国・フロリダ州マイアミに本拠地を置くラグビーユニオンクラブである。スタジアムはオートネーションスポーツフィールド。メジャーリーグラグビー所属

## 歴史
2023年、創設。

## 主な所属選手
- トマス・クベリ(アルゼンチン代表・主将)
- ロブ・エヴァンス(ウェールズ代表)
- タウ・コロマタンギ(トンガ代表)
- レイナルド・ピウッシ(ウルグアイ代表)
- マヌエル・アルダオ(ウルグアイ代表)
- フェリペ・エチェベリ(ウルグアイ代表)
- シェーン・オリアリー(カナダ代表)
- ジュゼッペ・デュトイ(カナダ代表)
- トマス・インシアルテ(ウルグアイ代表)
- マティアス・オルランド(アルゼンチン代表)
- サンティアゴ・ビデラ(チリ代表)
- ダン・プライアー